# Panieńska (Štětín)
Panieńska (česky Panenská; do roku 1945: Frauenstraße, 1945–1955 ulica Syreny) je ulice o délce 340,5 m na Starém Městě ve čtvrti Śródmieście ve Štětíně. Jedna z nejdůležitějších ulic štětínského Starého Města. Vede od severovýchodu k jihozápadu. Jej prodloužením směrem na jihozápad je ulice Księcia Mściwoja II. V celé délce je ulice obousměrná.

## Dějiny

### Středověk
Počátky dnešní ulice Panieńské úzce souvisejí se středověkou městskou bránou známou jako Panenská brána, která se nacházela poblíž dnešních viaduktů Hradní cesty v severní části ulice. Samotný název brány pocházel z cisterciáckého kláštera, založeného z iniciativy Marianny, manželky knížete Barnima I. Ulice vedoucí z brány do Starého Města byla nazývána fruwenstrate. Po roce 1245 byla na křižovatce ulice s Novým trhem postavena radnice. V letech 1532–1697 přiléhala k radnici městská váha.

### Po odstranění opevnění
V roce 1795 byla stará Panenská brána zbořena. V 18. století byly postaveny nové brány, známé jako Panenské brány, a ulice byla rozšířena od klášterní budovy k hradbám. V letech 1833–1835 byla na ulici postavena burza. Panenské brány byly zbořeny v roce 1880 a po likvidaci Leopoldův pevnosti byla v roce 1901 ulice rozšířena na nově vybudovaný Dampfschiffbollwerk.

### Meziválečný čas
Na počátku 30. let 20. století byl Ernst Lehnemann městským architektem ve Štětíně. Připravil plán rekonstrukce komunikačního systému na Starém Městě, aby jej přizpůsobil rostoucímu automobilovému provozu. Projekt předpokládal demolici některých nájemních domů na ulici Panieńské a rozšíření jej vozovky. Z ulice by se stala alternativní paralelní cesta k Oderským bulvárům. Tyto plány nakonec nebyly realizovány.

### Druhá světová válka a poválečný čas

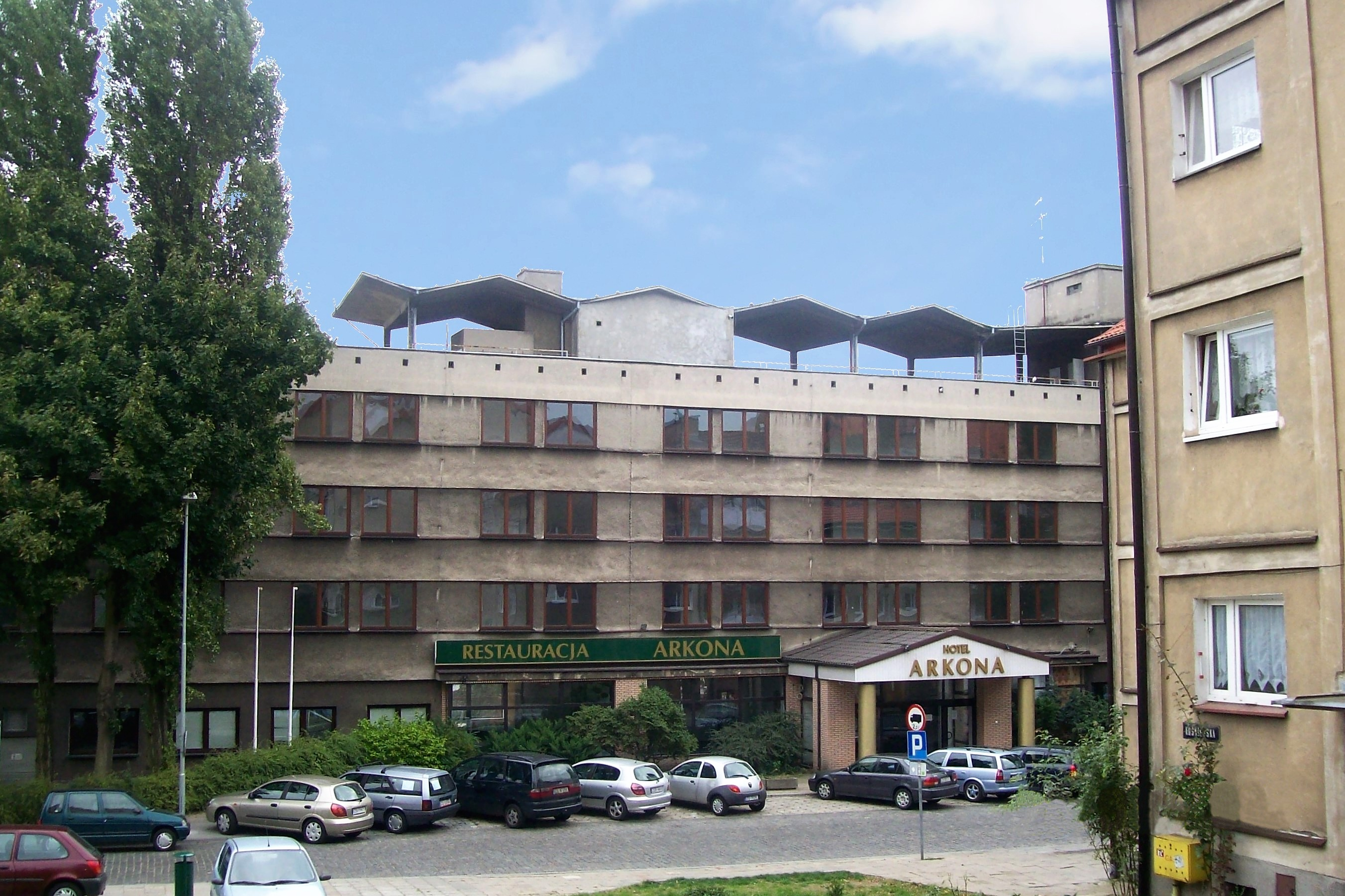
Hotel Arkona v roce 2008

Bombardování Štětína ve 40. letech 20. století částečně zničilo činžovní domy na ulici. Po skončení války byly všechny budovy zbořeny, zachována byla pouze radnice a burza. Budova burzy měla být přestavěna na sídlo Úřadu práce, ale byla zbořena v roce 1951. Mezi křižovatkou s ulicemi Kłodnou a Kuśnierskou byly založeny trávníky. Rovněž byla změněna trasa ulice, byl odstraněn úsek mezi bulvárem a ulicí Wyszaka a úsek ulice mezi Kurkowou a Szewskou byl začleněn do ulice Księcia Mściwoja II.
V 50. letech vytvořil tým architektů ve složení W. Furmańczyk, W. Jarzynka a L. Kotowski koncept nových budov na Starém Městě. Při částečném opuštění staré uliční sítě bylo navrženo sídliště nízkých, tří, čtyř nebo pětipodlažních bloků se šikmými střechami. V rámci tohoto projektu byl postaven blok se šikmou střechou mezi křižovatkou s ulicí Kuśnierskou a Kurkowou. V 70. letech 20. století byl hotel Arkona postaven mezi ulicí Środowou a Novým trhem. Budova byla postavena na místě severní části ulice Kurza Stopka, v důsledku čehož byla ona zlikvidována.

### 90. léta 20. století a 00. léta 21. století

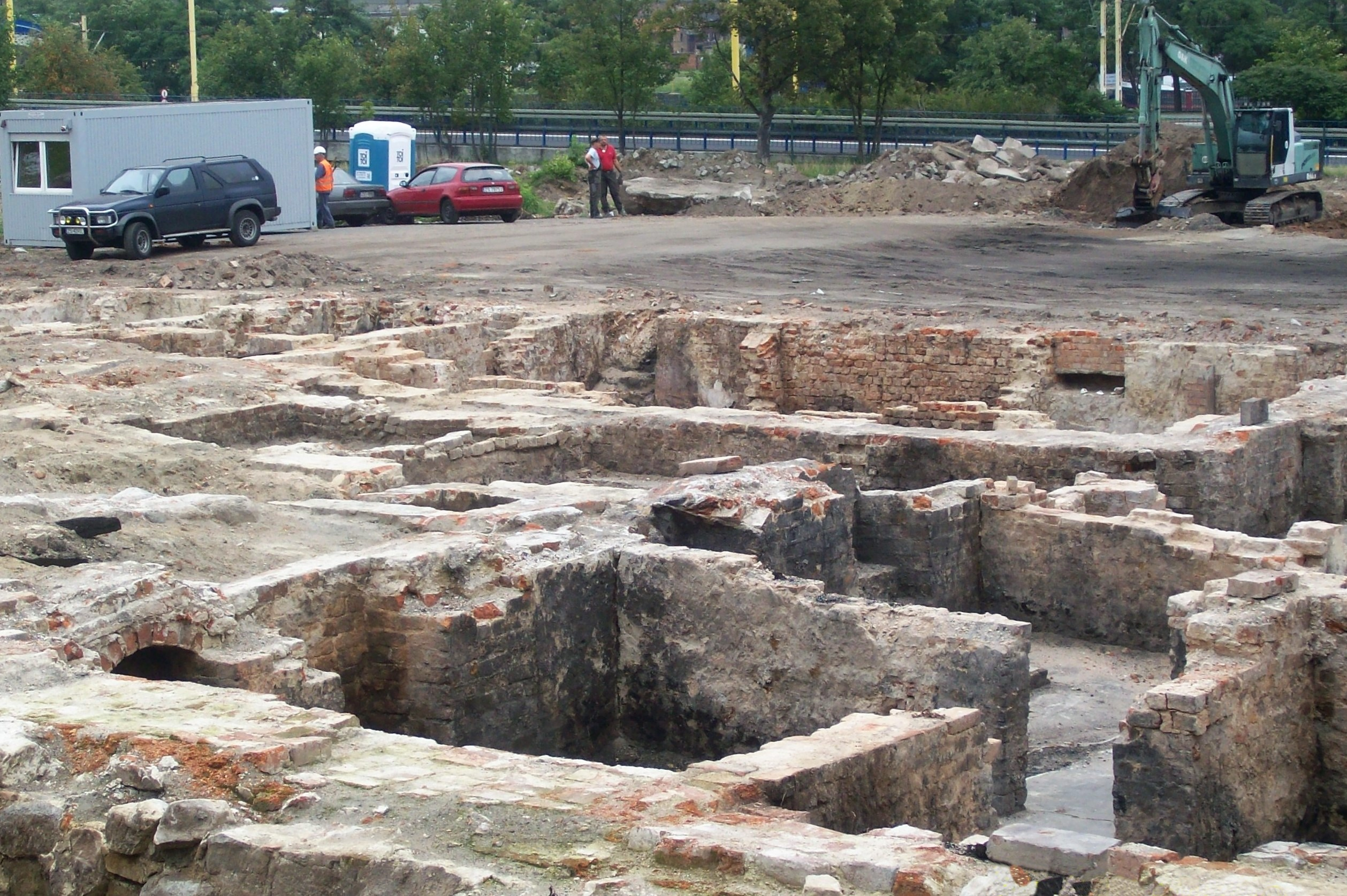
Základy předválečných činžovních domů, 2008 r.

V 80. letech 20. století byla vyhlášena soutěž na rozvoj dolní části Starého Města. Bylo založeno družstvo „Podzamcze“, které se mělo zabývat realizací vítězného architektonického návrhu prof. Stanisława Latoura. Politické změny a problémy s dokumentací vedly ke zpoždění při realizaci investice. Nakonec v roce 1994 začal proces přestavby dolního Starého Města. Na přelomu let 1996/1997 začal vývoj východního průčelí ulice, mezi již neexistující ulicí Wyszaka a ulicí Kuśnierskou. Byly odkryty základy předválečných činžovních domů a byla zahájena rekonstrukce. Po rozpadu družstva Podzamcze v roce 2001 byly pozemky činžovních domů rozděleny mezi 27 různých subjektů. Stavba budov byla pozastavena z důvodu společného vlastnictví pozemků. Kvůli nedostatku finančních prostředků byly opuštěny také archeologické výzkumy prováděné na ulici od roku 1986. V březnu 2007 byly prodány pozemky na východní straně ulice, které patřily bývalému družstvu „Podzamcze“. O rok později byl hotel Arkona zbořen a byly představeny první plány na stavbu nového hotelu.

### 10. léta 21. století
V roce 2010 byla dokončena výstavba činžovních domů. V letech 2016–2017 byl na místě bývalého hotelu Arkona proveden archeologický výzkum, při kterém byly odkryty základy a suterény předválečných činžovních domů a severní část ulice Kurza Stopka. Stavba hotelu ibis Styles začala v dubnu 2019 a očekává se, že stavební práce budou ukončeny v roce 2021.

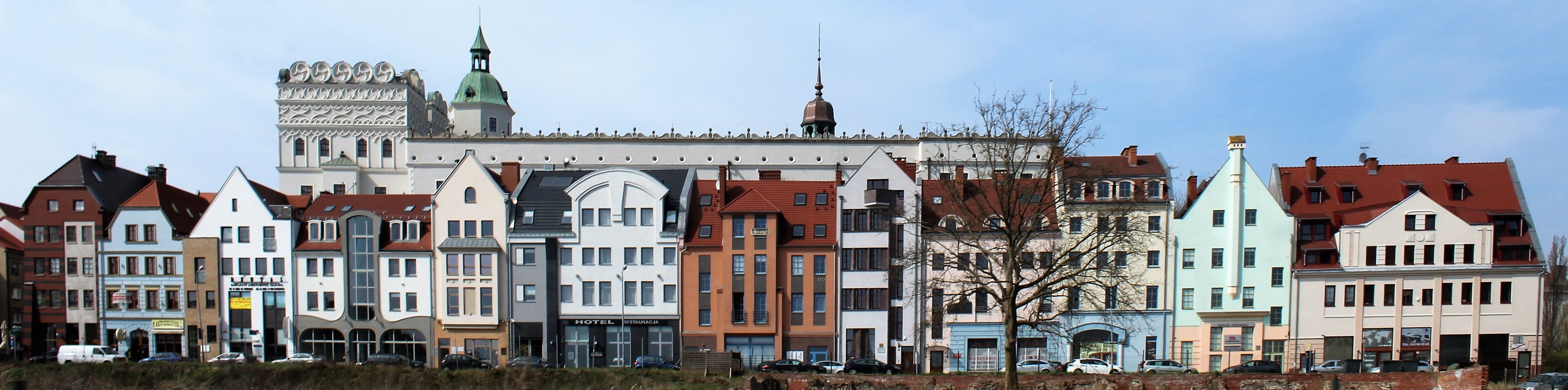
Panorama budov ulice Panieńské, 2015

## Galerie

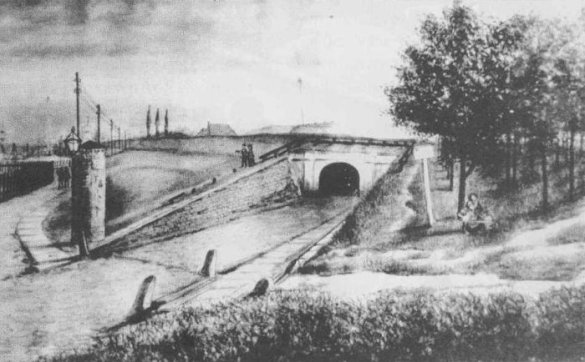
Nová Panenská brána
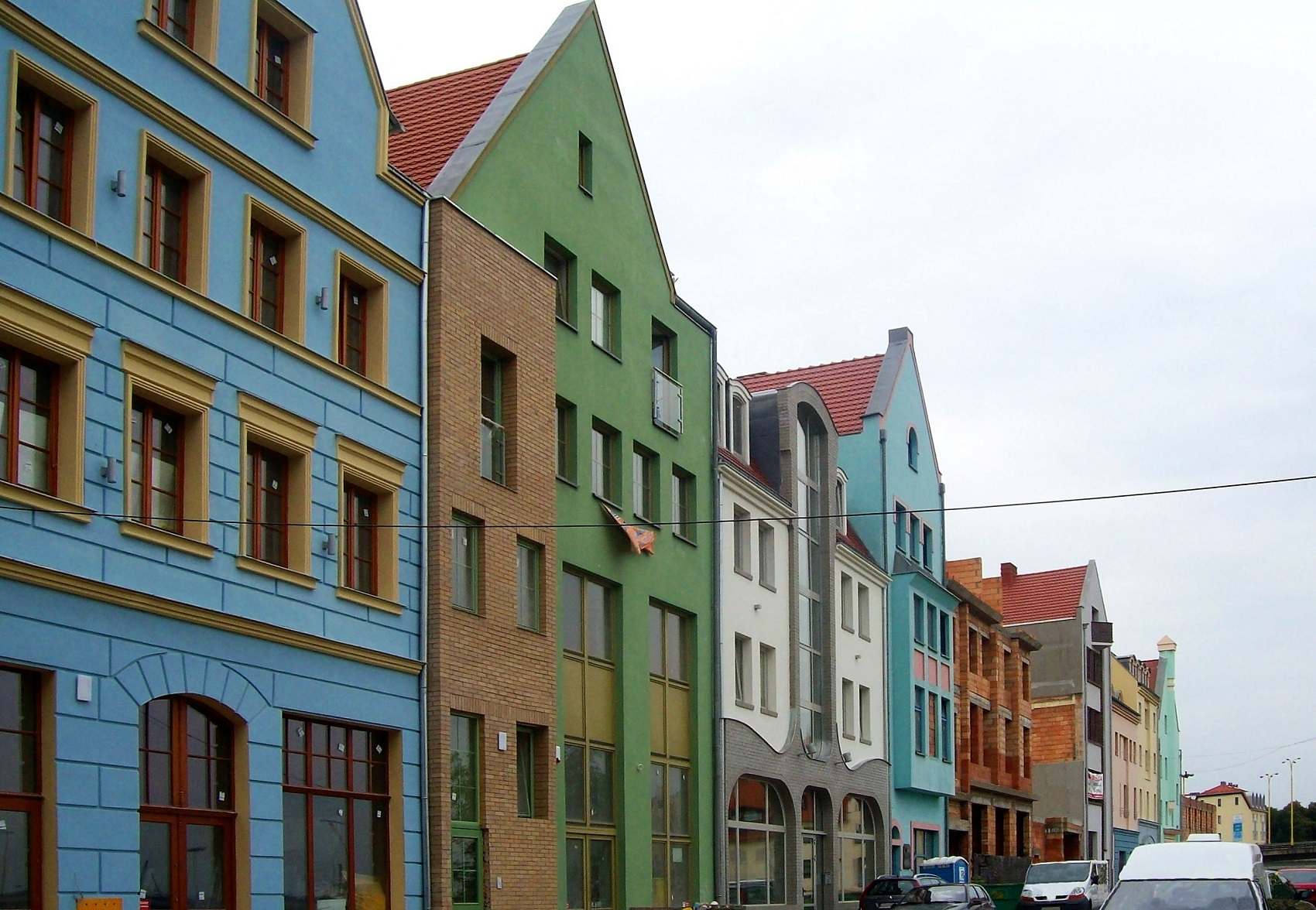
Výstavba činžovních domů, 2008
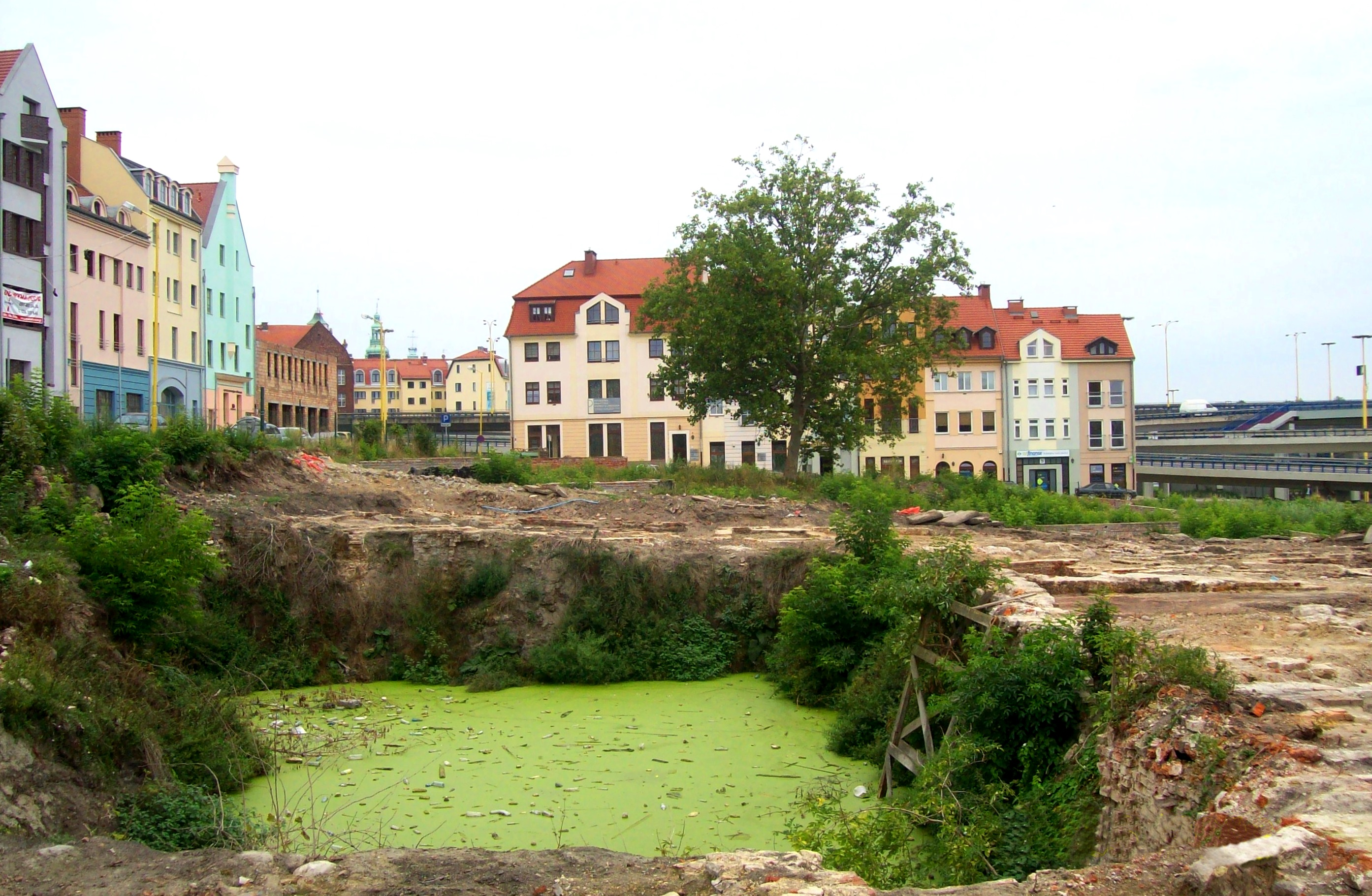
Základy předválečných činžovních domů, 2008
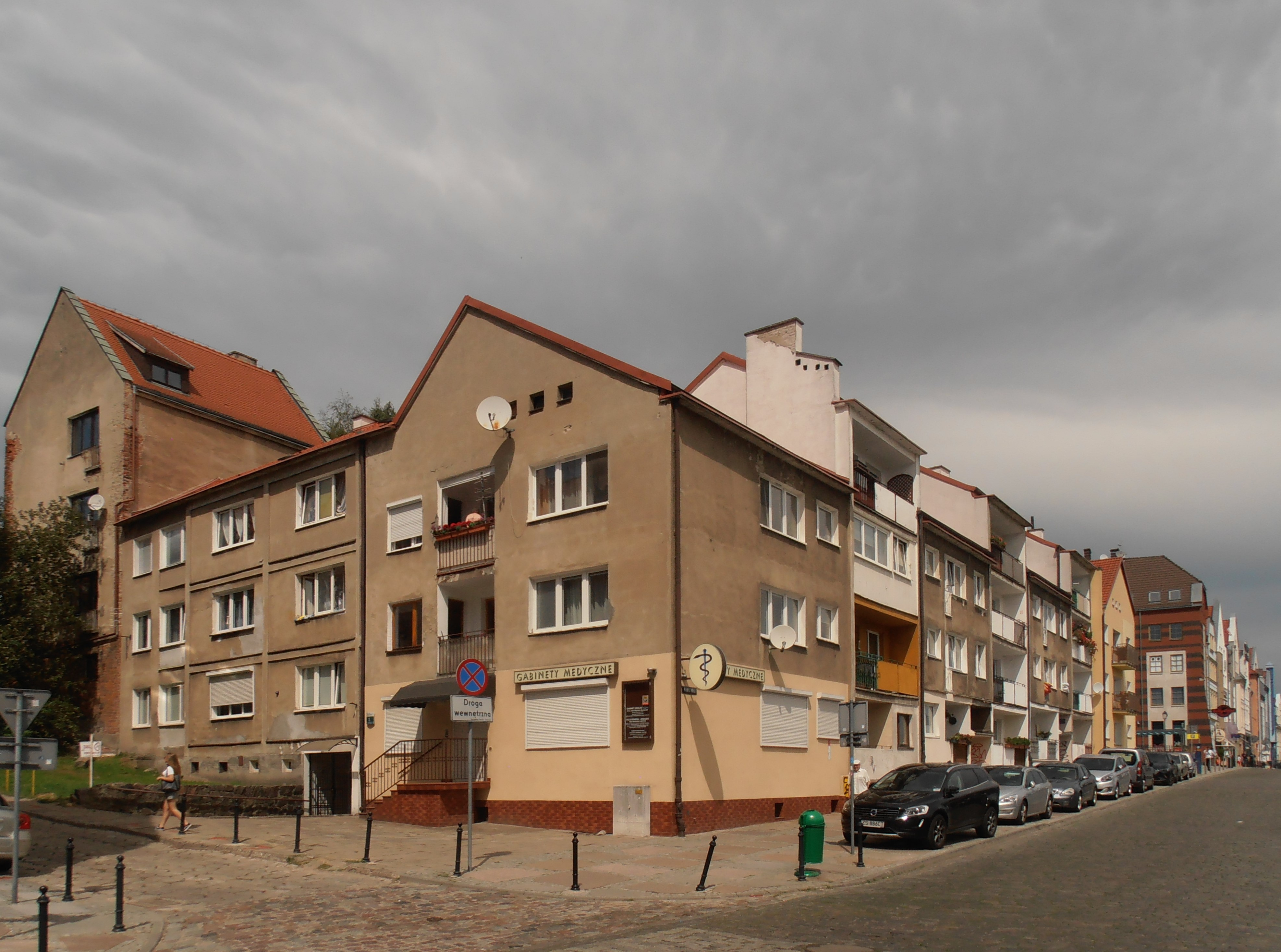
Bytový dům mezi Kuśnierskou a Kurkowou, 2018
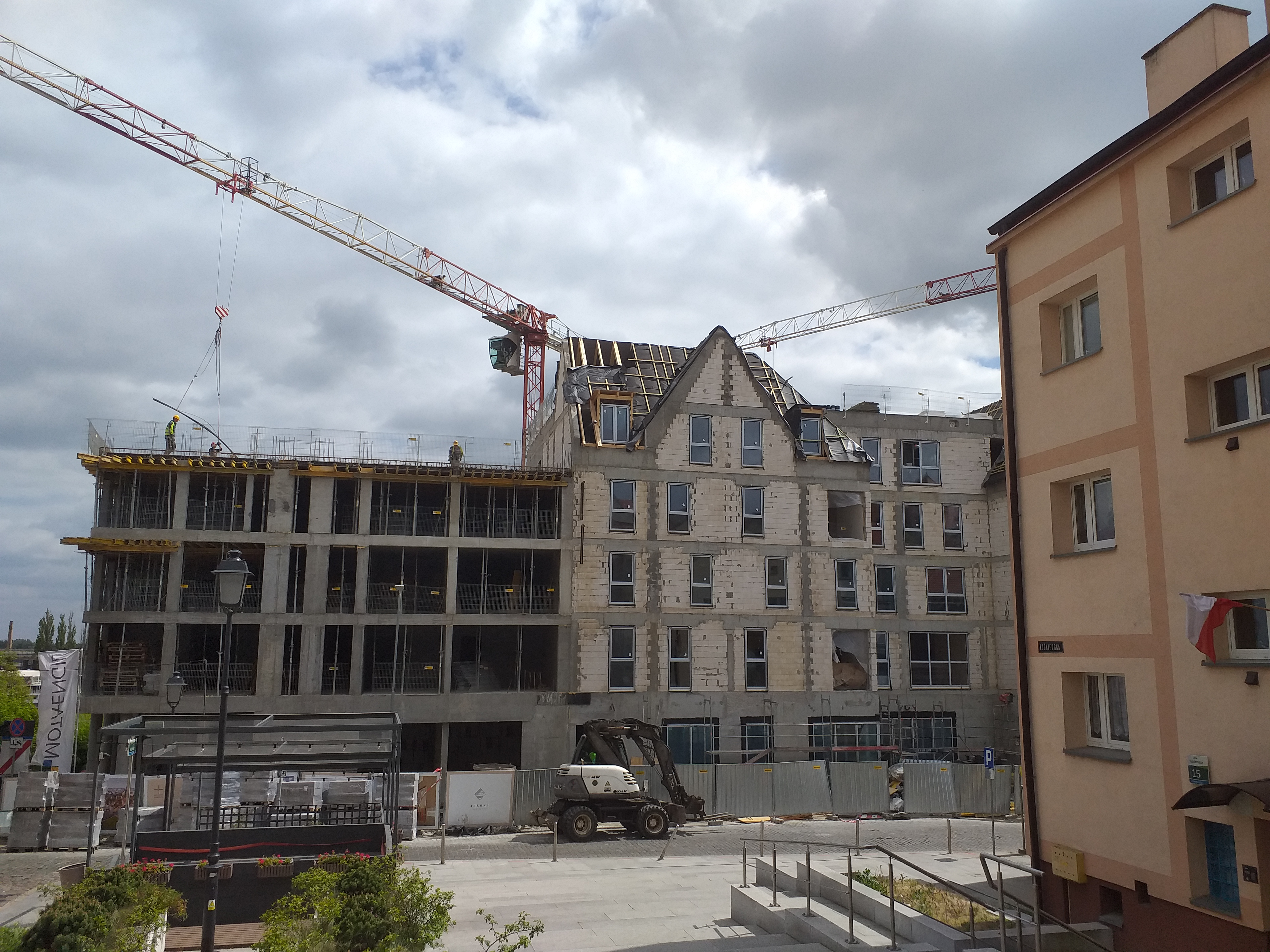
Stavba hotelu ibis Styles, 2020